# SUMO 단백질
Small Ubiquitin-like Modifier (또는 SUMO, 수모) 단백질은 기능을 수정하기 위해 세포의 다른 단백질에 공유결합으로 부착 및 분리되는 작은 단백질군이다. 수모화(SUMOylation)은 핵 - 세포질 수송, 전사 조절, 세포자살, 단백질 안정성, 스트레스에 대한 반응, 세포주기를 통한 진행과 같은 다양한 세포 과정에 관여하는 번역 후 변형이다.
SUMO 단백질은 유비퀴틴과 유사하며 유비퀴틴 유사 단백질 계열의 구성원으로 간주된다. 수모화(SUMOylation)는 유비퀴틴화(ubiquitination)에 관련된 것과 유사한 효소 캐스케이드에 의해 지시된다. 유비퀴틴과 달리 SUMO는 단백질 분해를 표시(tag)하는데 사용되지 않는다. 성숙한 SUMO는 C- 말단의 마지막 4 개 아미노산이 절단되어 SUMO의 C- 말단 글리신 잔기와 표적 단백질의 수용체 라이신 사이에 이소 펩티드 결합을 형성 할 때 생성된다.
SUMO 구성원은 종종 다른 이름을 사용한다. 예를 들어 효모의 SUMO 동족체는 SMT3 (mif two 3의 억제 자(suppressor))라고 한다. 인간게놈에서 SUMO 유전자에 대해 여러 가지 유사유전자 (슈도진, pseudogenes)가 보고되어 있다.

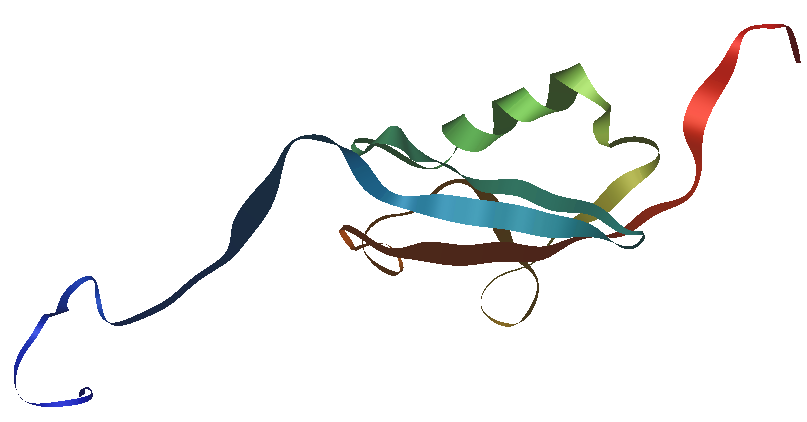
iMol로 만들어 지고 NMR 구조 인 PDB 파일 1A5R에 기초한 인간 SUMO1 단백질의 구조 도식; 단백질의 중추는 리본으로 표시되어 2 차 구조를 강조함. 파란색의 N- 말단, 빨간색의 C- 말단

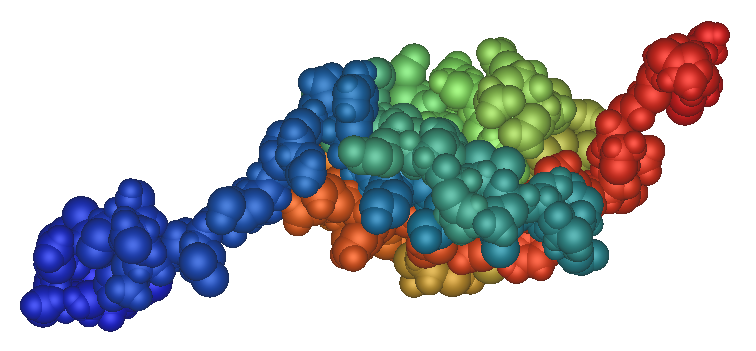
원자를 구체로 나타내는 동일한 구조로 단백질의 모양을 나타냄. 인간 SUMO1, PDB 파일 1A5R

## 기능
단백질의 SUMO 변형에는 많은 기능이 있다. 가장 많이 연구된 내용은 단백질 안정성, 핵 - 세포질 수송 및 전사 조절기능이다. 일반적으로 주어진 단백질의 작은 부분만 수모화(SUMOylated)되어 있으며 이 변형은 탈수모화(deSUMOylating) 효소의 작용에 의해 빠르게 반전된다. 표적 단백질의 수모화(SUMOylation)은 국소부위의 변형이나 결합 상대의 변형등 여러 다양한 결과를 일으키는것으로 알려져있다. RanGAP1 (최초로 확인된 SUMO 기질)의 SUMO-1 변형은 세포질에서 핵 기공 복합체로의 교통(trafficking)으로 이어진다. 니네인 단백질(ninein)의 SUMO 변형은 중심체에서 핵으로의 이동으로 이어진다. 많은 경우에 전사 조절제의 SUMO 변형은 전사 억제와 관련이 있다. SUMO-1와 같은 수모 단백질의 유전자 기능정보(GeneRIFs)등을 참고해 정보를 얻을 수 있다.
인간에는 4가지 확인된 SUMO 형태가 있다. SUMO-1, SUMO-2, SUMO-3 및 SUMO-4. 아미노산 수준에서 SUMO1은 SUMO2와 약 50% 동일하다.  SUMO-2 / 3는 서로 높은 유사성을 보이며 SUMO-1과 구별된다. SUMO-4는 SUMO-2 / 3와 유사하지만 90 번 위치에 글루타민 대신 프롤린이 있다는 점에서 다르다. 결과적으로 SUMO-4는 정상적인 조건에서 처리 및 접합되지 않지만 기아와 같은 스트레스 조건에서 단백질의 변형에 사용된다. 유사 분열(mitosis) 동안 SUMO-2 / 3는 중심체 및 축합 염색체에 국한되는 반면, SUMO-1은 유사 분열 방추(spindle) 및 방추 중간 영역(midzone)에 국한되어 SUMO 파라로그(paralogs)가 포유류 세포에서 뚜렷하게 유사 분열 과정을 조절한다. 유사 분열 염색체와 관련된 주요 SUMO 접합 물질 중 하나는 유사 분열 동안 SUMO-2 / 3에 의해 독점적으로 변형되는 토포아이소머레이즈 II(topoisomerase II)의 SUMO-2 / 3 접합에서 발생한다. SUMO-2 / 3 변형은 특히 스트레스 반응에 관여하는 것으로 보인다. SUMO-1과 SUMO-2 / 3는 혼합 사슬을 형성 할 수 있지만 SUMO-1은 SUMO-2 / 3에서 발견되는 내부 SUMO 합의 사이트를 포함하지 않기 때문에 이러한 폴리 SUMO 사슬을 종결시키는 것으로 보인다. SUMO-1의 세린(Serine) 2는 인산화되어 ''변형된' 변형효소'의 개념으로 생각된다.

### DNA 손상 반응
세포의 DNA는 정기적으로 DNA 손상 물질에 노출된다. DNA손상 반응 (DDR)은 일반적으로 잠재적으로 해로울 수 있는 손상을 복잡하고 정교한 과정을 통해 처리한다. DNA 손상이 발생하면 SUMO 단백질은 복구관점에서 큰 단백질 복합체의 조립을 촉진하는 분자 접착제 역할을 한다. 또한 수모화(SUMOylation)은 단백질의 생화학적 활동과 상호작용을 변경시킬 수 있다. 수모화(SUMOylation)는 염기 절제 복구, 핵산 절제 복구, 비상동말단 연결 및 상동 재조합 복구의 주요 DNA 복구 경로에서 역할을 한다. 수모화(SUMOylation)는 또한 오류가 발생하기 쉬운 트랜스 병변(translesion) 합성을 촉진한다.

## 구조
SUMO 단백질은 작다. 대부분은 약 100개의 아미노산 길이이고 질량은 12kDa 정도이다. 정확한 길이와 질량은 SUMO 구성원마다 다르며 단백질이 어떤 생물체 유래인지에 따라 다르다. SUMO는 아미노산 수준에서 유비퀴틴 (20 % 미만)과 서열 동일성이 거의 없지만 거의 동일한 구조적 폴드를 가지고 있다. SUMO 단백질은 다른 유비퀴틴 유사 단백질에는 없는 10-25 개의 아미노산의 고유 한 N- 말단을 가지고 있다. 이 N- 말단은 SUMO 체인의 형성과 관련이 있다.
인간 SUMO1의 구조가 그림으로 묘사되어 있다. SUMO1은 아미노산 사슬의 양쪽 끝 (빨간색과 파란색으로 표시됨)이 단백질의 중심에서 튀어 나와있는 구형 단백질로 표시된다. 구형 코어는 알파 나선과 베타시트로 구성된다. 표시된 다이어그램은 용액 내 단백질의 NMR 분석을 기반으로 한다.

## SUMO 부착 예측
대부분의 SUMO 변형 단백질은 테트라 펩티드 컨센서스 모티프 (tetrapeptide consensus motif) Ψ-KxD / E를 포함하며, 여기서 Ψ는 소수성 잔기이고, K는 SUMO에 접합된 라이신이며, x는 모든 아미노산, D 또는 E는 산성 잔기이다. 기질 특이성은 Ubc9 및 각각의 기질 모티프에서 직접 파생되는 것으로 보인다. 현재 사용가능한 예측 프로그램은 다음과 같다.
- SUMOplot-SUMO 컨센서스 시퀀스 (SUMO-CS)가 SUMO 연결에 관여할 확률을 예측하기 위해 개발된 온라인 무료 접속가능한 소프트웨어이다.[15] SUMOplot 점수 시스템은 1) 관찰된 Ubc9에 결합하는 것으로 나타난 SUMO-CS에 대한 직접적인 아미노산 일치, 2) 유사한 소수성을 나타내는 아미노산 잔기로 공통 아미노산 잔기의 치환이라는 두 가지 기준을 기반으로 한다. SUMOplot은 과거에 Ubc9 종속 사이트를 예측하는 데 사용되었다.
- seeSUMO-문헌에서 수집된 데이터로 훈련한 랜덤 포레스트 및 서포트 벡터 머신을 사용한다.[16]
- SUMOsp- PSSM을 사용하여 잠재적인 수모화(SUMOylation) 펩타이드 위치들을 점수화한다. 그것은 ψKXE 모티프를 따르는 부위와 다른 비정규 모티프를 포함하는 비정상적인 수모화(SUMOylation) 부위를 예측할 수 있다.[17]
- JASSA-SUMOylation 위치 (클래식(classical) 및 반전된(inverted) 공통부위) 및 SIM (SUMO 상호 작용 모티프; SUMO interacting motif)의 온라인 무료 액세스 예측 프로그램. JASSA는 실험적인 수모화(SUMOylation) 사이트 또는 SIM의 정렬에서 파생된 위치 빈도 매트릭스를 기반으로하는 점수 시스템을 사용한다. PDB 파일에서 검색 할 수 있는 2차 구조 요소 및 (, 또는) 관심있는 단백질의 3D 폴드 내에서 쿼리 시퀀스와 일치하는 데이터베이스 적중의 식별 및 후보 사이트의 표현을 포함하여 예측의 더 나은 계산을 하는 기능이 구현되어 있다.[18]

## SUMO 부착 (수모화; SUMOylation)
표적에 대한 SUMO 부착은 유비퀴틴의 부착과 유사하다 (NEDD 8과 같은 다른 유비퀴틴 유사 단백질의 경우와 마찬가지로). SUMO 전구체에는 제거해야하는 일부 추가 아미노산이 있으므로 C- 말단 펩티드는 프로테아제 (인간에서는 SENP 프로테아제 또는 효모의 Ulp1)에 의해 SUMO 전구체에서 절단되어 디 글리신 모티프(di-glycine motif)가 나타난다. 얻어진 SUMO는 이종이량체인 E1 효소 (SUMO Activating Enzyme (SAE))에 결합된다. 그런 다음 접합 효소 (Ubc9) 인 E2로 전달된다. 마지막으로, 소수의 E3 결찰 단백질 중 하나가 이를 단백질에 부착한다. 효모에는 4개의 SUMO E3 단백질, Cst9, Mms21, Siz1 및 Siz2가 있다. 유비퀴틴화에서 E3는 유비퀴틴을 표적에 추가하는 데 필수적이지만, 실험결과들은 E2가 공통 서열이 존재하는 한 수모화(SUMOylation)에서 충분하다는 것을 시사한다. E3 리가아제는 수모화(SUMOylation)의 효율성을 촉진하는 것으로 생각되며 일부 경우에 수모(SUMO) 접합을 비 합의 모티프에 지시하는 것으로 나타났다. E3 효소는 크게 Mms21 (Smc5 / 6 복합체의 구성원) 및 Pias- 감마 및 HECT 단백질과 같은 PIAS 단백질로 분류 될 수 있다. 인간 게놈의 17번 염색체에서 SUMO2는 여러 가지 중에서도 SUMO1 + E1 / E2 및 SUMO2 + E1 / E2 근처에 있다. 그러나 RanBP2와 같은 일부 E3는 두가지 모두 아니다. 최근의 실험적 증거에 따르면 PIAS- 감마는 전사 인자 yy1의 SUMOylation에 필요하지만 아연 링 핑거 (E3 리가제의 기능 도메인으로 식별 됨)와는 독립적이다. 수모화(SUMOylation)는 가역적이며 특정 SUMO 프로테아제에 의해 표적에서 제거된다. 발아 효모에서 Ulp1 SUMO 프로테아제는 핵 기공에 결합되어있는 반면 Ulp2는 핵질이다. 탈수모화(deSUMOylating) 효소의 뚜렷한 원자핵 속 위치(subnuclear localization)는 고등 진핵 생물에서 보존되어있다.

## 탈수모화(DeSUMOylation)
SUMO는 기질에서 제거할 수 있으며, 이를 탈수모화(deSUMOylation)이라고 한다. 특정 단백분해효소는 이 절차를 매개한다 (인간의 SENP 또는 효모의 Ulp1 및 Ulp2).

## 단백질 정제에서의 역할
대장균(E. coli )에서 발현되는 재조합 단백질은 적절하게 접히지 않고, 대신 응집체를 형성하고 봉입체(inclusion body)로 침전된다. 이러한 불용성은 대장균(E. coli)에 의해 비효율적으로 읽히는 코돈의 존재, 진핵 및 원핵 리보솜의 차이 또는 적절한 단백질 폴딩을 위한 적절한 분자적 샤페론이 부족하기 때문일 수 있다. 이러한 단백질을 정제하기 위해서는 관심 단백질을 SUMO 또는 MBP (말토오스 결합 단백질)와 같은 용해성이 높은 태그와 융합하여 단백질의 용해도를 증가시킬 수 있다. SUMO는 이후에 Ulp1 펩티드분해효소(Ulp1 peptidase)와 같은 SUMO- 특이 프로테아제를 사용하여 관심있는 단백질을 절단할 수 있다.

## 인간 SUMO 단백질
- SUMO1
- SUMO2
- SUMO3
- SUMO4
- 유비퀴틴 (Ubiquitin)
- 원핵 유비퀴틴 유사 단백질 (Prokaryotic ubiquitin-like protein)

## 같이 보기
- 유비퀴틴